# Konzerthaus de Vienne
Pour les articles homonymes, voir Konzerthaus.
Le Konzerthaus de Vienne (en allemand : Wiener Konzerthaus) est une salle de musique autrichienne inaugurée en 1913

## Historique

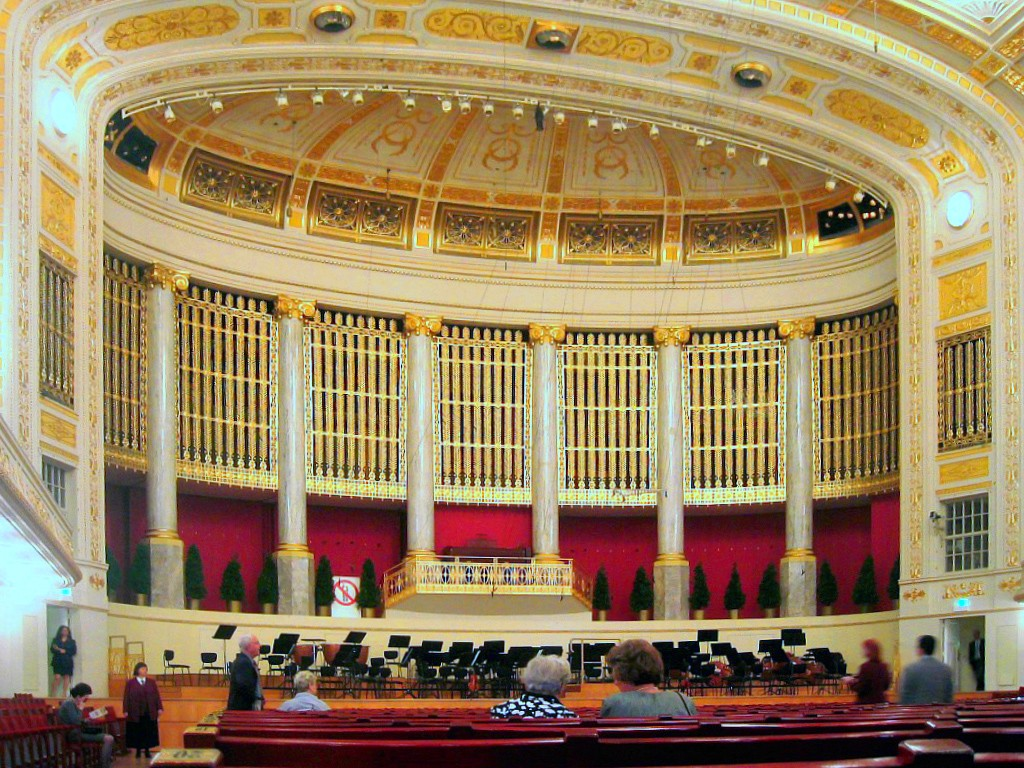
Vue de la Großer Saal.

Le Konzerthaus a été construit entre 1911 et 1913 sur les plans des architectes Ferdinand Fellner et Hermann Helmer avec la collaboration de Ludwig Baumann. Dès sa création il accueille un orgue du facteur Rieger Orgelbau. La salle est inaugurée le 19 octobre 1913 par Richard Strauss.
Le Konzerthaus a été totalement rénové entre 1997 et 2000.

## Salles et programmations
Le Konzerthaus possède quatre salles :
- La Grande salle (Großer Saal) de 1 840 places
- La salle Mozart (Mozartsaal) de 704 places.
- La salle Schubert (Schubertsaal) de 336 places.
- La salle Berio (Beriosaal) construite lors des dernières rénovations pouvant accueillir 400 personnes.

## Directeurs musicaux
- Hugo Botstiber (1913–1937)
- Armin Caspar Hochstetter (1938–1945)
- Friedrich Reidinger (1940–1945)
- Egon Seefehlner (1946–1961)
- Peter Weiser (1961–1977)
- Hans Landesmann (1978–1984)
- Alexander Pereira (1984–1991)
- Karsten Witt (1991–1996)
- Christoph Lieben-Seutter (1996–2007)
- Bernhard Kerres (depuis 2007)